# Acanthocoleus gilvus
Acanthocoleus gilvus là một loài Rêu trong họ Lejeuneaceae. Loài này được (Gottsche) Kruijt mô tả khoa học đầu tiên năm 1988.